# Trapezia digitalis
Trapezia digitalis är en kräftdjursart som beskrevs av Pierre André Latreille 1828. Trapezia digitalis ingår i släktet Trapezia och familjen Trapeziidae. Inga underarter finns listade i Catalogue of Life.